# Madeleine Harby Samuelsson
Madeleine Elisabeth Harby Samuelsson, ogift Harby, född 16 mars 1962 i Ljungarums församling i Jönköpings län, är sedan 1 maj 2022 kanslichef på Handelsanställdas förbund. Hon var statssekreterare hos statsminister Stefan Löfven från 22 januari 2019 till den 30 november 2021. Madeleine Harby Samuelsson har varit statssekreterare i Socialdepartementet från 27 november 2015 hos statsråden Lena Hallengren och Åsa Regnér. 
Madeleine Harby Samuelsson är utbildad socionom från Sköndalsinstitutet (nu Ersta Sköndal Högskola). Från 1992 till 2000 var hon departementssekreterare i regeringskansliet. 2006–2008 arbetade hon på Kooperation Utan Gränser (nu We Effect). Hon har arbetat på Socialdemokraternas centrala partikansli sedan 2008, bland annat som biträdande kanslichef. Harby Samuelsson var politiskt sakkunnig i Statsrådsberedningen 2000–2006. 
Hon var vice ordförande Sveriges förenade studentkårer, SFS år 1989/90.
Madeleine Harby Samuelsson är gift med David Samuelsson (född 1965).